# Anna Janssens
Anna Janssens (Antwerpen, begin zestiende eeuw – Antwerpen, 1581), weduwe van Hendrik van Duysborch, was een handelaarster, brouwer, grootgrondbezitter en investeerder in de haven, en dit tijdens de Gouden Eeuw van Antwerpen, de zestiende eeuw.

## Levensloop

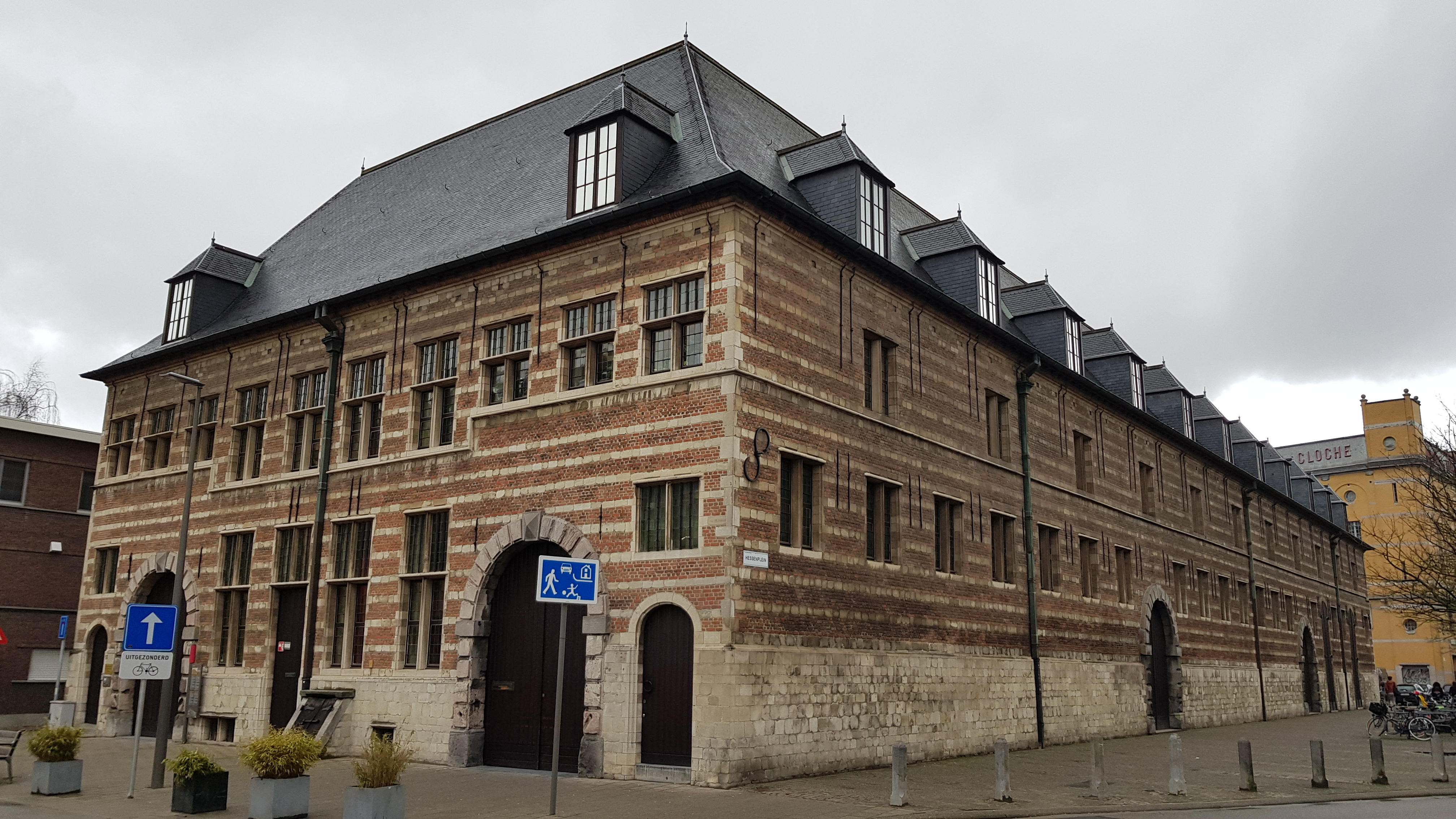
Janssens liet het Hessenhuis in Antwerpen bouwen, voor handel met Duitse havens

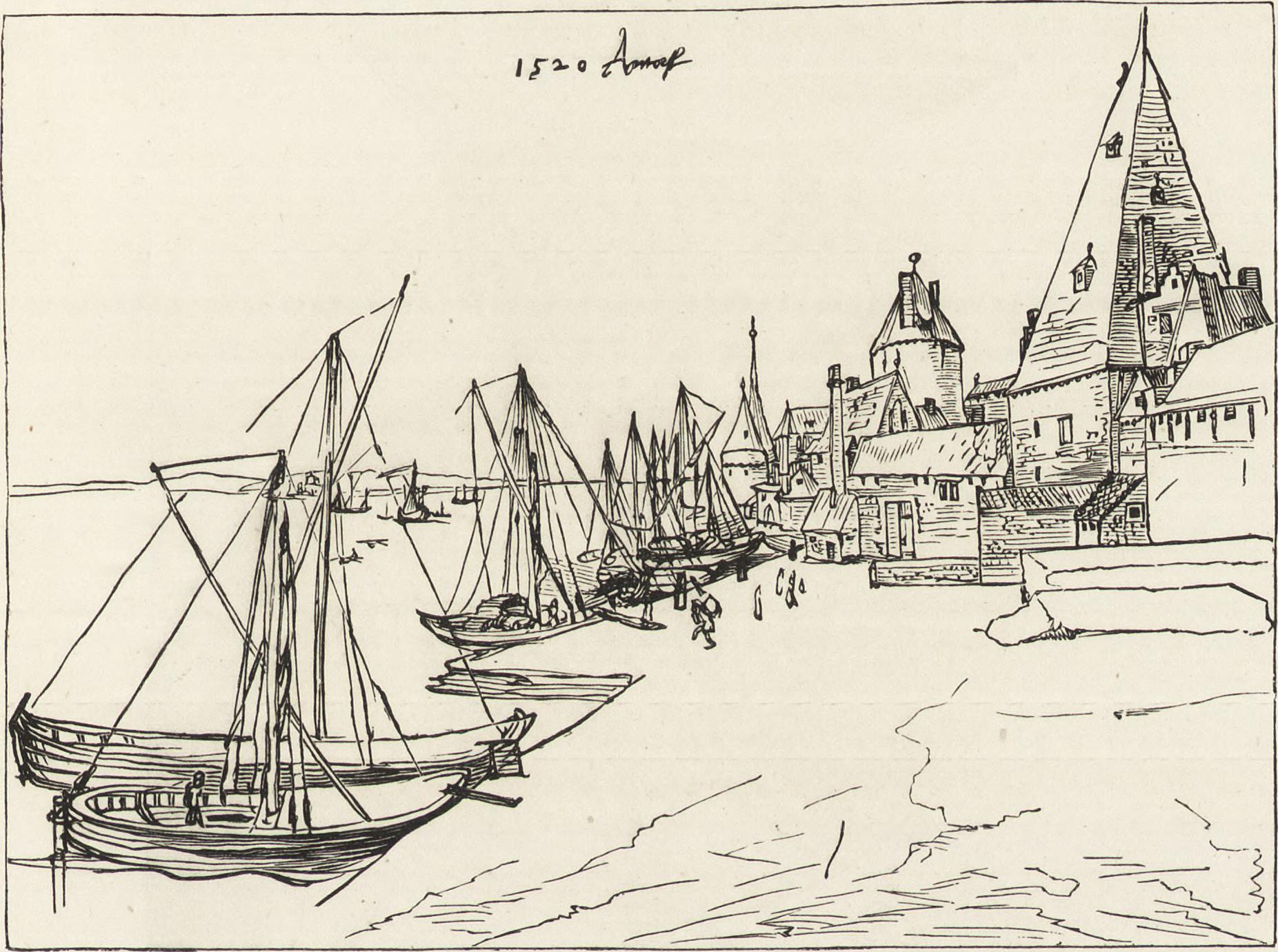
Haven van Antwerpen voor de val van Antwerpen (1585)

Janssens huwde in 1529/1530 met Hendrik van Duysborch. Van Duysborch was een handelaar actief in Engelse havensteden en was tevens brouwer in Antwerpen. Bij zijn dood in 1549/1550 liet hij een belangrijke erfenis na voor zijn weduwe: drie brouwerijen – twee in Antwerpen en een in Merksem – en 21 hectare terreinen ten noorden van Antwerpen. Tijdens de Gouden Eeuw in Antwerpen, bloeide de handels als nooit tevoren in deze havenstad van het hertogdom Brabant, in de Spaanse Nederlanden. 
Anna Janssens, die tot dan geen commerciële activiteiten had, ontpopte zich tot een internationale handelaarster en investeerder. Zij liet zich bijstaan door haar drie broers die intensief handel dreven met de Canarische Eilanden, eveneens onder de Spaanse Kroon. Janssens investeerde in landbouwbedrijven buiten Antwerpen, maar haar meest lucratieve investeringen waren de internationale investeringen in het havengebied. Zij bouwde 38 pakhuizen voor de Engelse Natie op drie jaren tijd (1561-1563), die zij alle goed verhuurde. Zij verkavelde grond op het Eilandje (dat toen Nieuwstad genoemd werd) en met de percelen grond speculeerde ze zwaar. Ze bouwde een grote watermolen op het Eilandje (1561-1564), die enorm veel opbracht. Bovendien liet ze het Hessenhuis bouwen in de haven (1563), wat handelaars aantrok uit het Rooms-Duitse Rijk. Voor investeringen in de haven kon ze beroep doen op buitenlandse geldschieters die samen met haar het nodige geld bijeen brachten. Daarnaast liet ze de oude activiteit van bier brouwen van haar man niet los; zij kocht nog één brouwerij bij en liet er nog twee bijbouwen. 
Haar twee dochters en kleinkinderen hielpen haar in latere jaren met de talrijke industriële activiteiten. Haar schoonzonen werkten op het stadhuis van Antwerpen, wat voor haar een bron van informatie betekende qua stedelijk beleid in de haven. 
Na de vernielingen door de Spanjaarden tijdens de Spaanse Furie (1576) verkocht Janssens snel enkele panden, toen nog aan een goede prijs. In 1577 nam Willem van Oranje de citadel van Antwerpen in (1577). Op dat moment behoorde Janssens tot de 40 rijkste Antwerpenaren. 
Zij maakte de Val van Antwerpen (1585) niet meer mee, met wat dit alles teweeg bracht: chaos, honger en uittocht van Antwerpenaren. Anna Janssens stierf kort tevoren, in 1581, voor het Spaanse Beleg van Antwerpen aanvatte (1584).

## Straatnaam
Weinig straatnamen in Antwerpen zijn naar een vrouw genoemd. Anna Janssens heeft wel een straatnaam.